# Ulla Andersson (musiker)
Ulla Maria Forsman, känd under namnet Ulla Andersson, född 2 november 1928 i Katarina församling i Stockholm, är en svensk sångare som tillsammans med maken Johnny Forsman gav ut några skivor på 1950-talet. Hon debuterade i radioprogrammet Vårat gäng.
Hon var från 1948 gift med Johnny Forsman (1926–2007).

## Diskografi
- Skinnknuttarnas Hjulafton, EP (1956)
- Tobakshandlarvisa, EP (1957)
- "Min gondoljär" / "Min blåaste blues", singel (1957)
- Rock'n Roll med en boll, EP (1958)